# Хицкирх
Хицкирх (нем. Hitzkirch) — коммуна в Швейцарии, в кантоне Люцерн.
Входит в состав избирательного округа Хохдорф (до 2012 года входила в состав управленческого округа Хохдорф).
Официальный код — 1030.

## История
1 января 2009 года в состав коммуны Хицкирх вошли коммуны Гельфинген, Речвиль, Хемикон, Мозен, Мюсванген и Зульц.
1 января 2021 года в состав коммуны Хицкирх вошла коммуна Альтвис.

## Население
На 31 декабря 2006 года население составляло 2234 человека.
| Год  | Численность | Численность |
| ---- | ----------- | ----------- |
| 2012 | 4832        | [ 2 ]       |
| 2017 | 5201        | [ 3 ]       |
| 2018 | 5314        | [ 1 ]       |